# Microplitis ochraceus
Microplitis ochraceus är en stekelart som beskrevs av Szepligeti 1896. Microplitis ochraceus ingår i släktet Microplitis och familjen bracksteklar. Inga underarter finns listade i Catalogue of Life.